# 莱萨克-塞韦拉克莱格利斯
莱萨克-塞韦拉克莱格利斯（法語：Laissac-Sévérac l'Église，法語發音：[lɛsak seveʁak leɡliz]）是法国阿韦龙省的一个市镇，属于罗德兹区。该市镇于2016年由原市镇莱萨克和塞韦拉克莱格利斯合并而成。

## 地理
莱萨克-塞韦拉克莱格利斯（44°22'54"N, 2°49'24"E）面积33.9 平方千米，位于法国奧克西塔尼大區阿韦龙省，该省份为法国南部内陆省份，位于法國中央高原南部，北起顺时针与康塔爾省、洛泽尔省、加尔省、埃罗省、塔恩省、塔恩-加龙省和洛特省接壤。

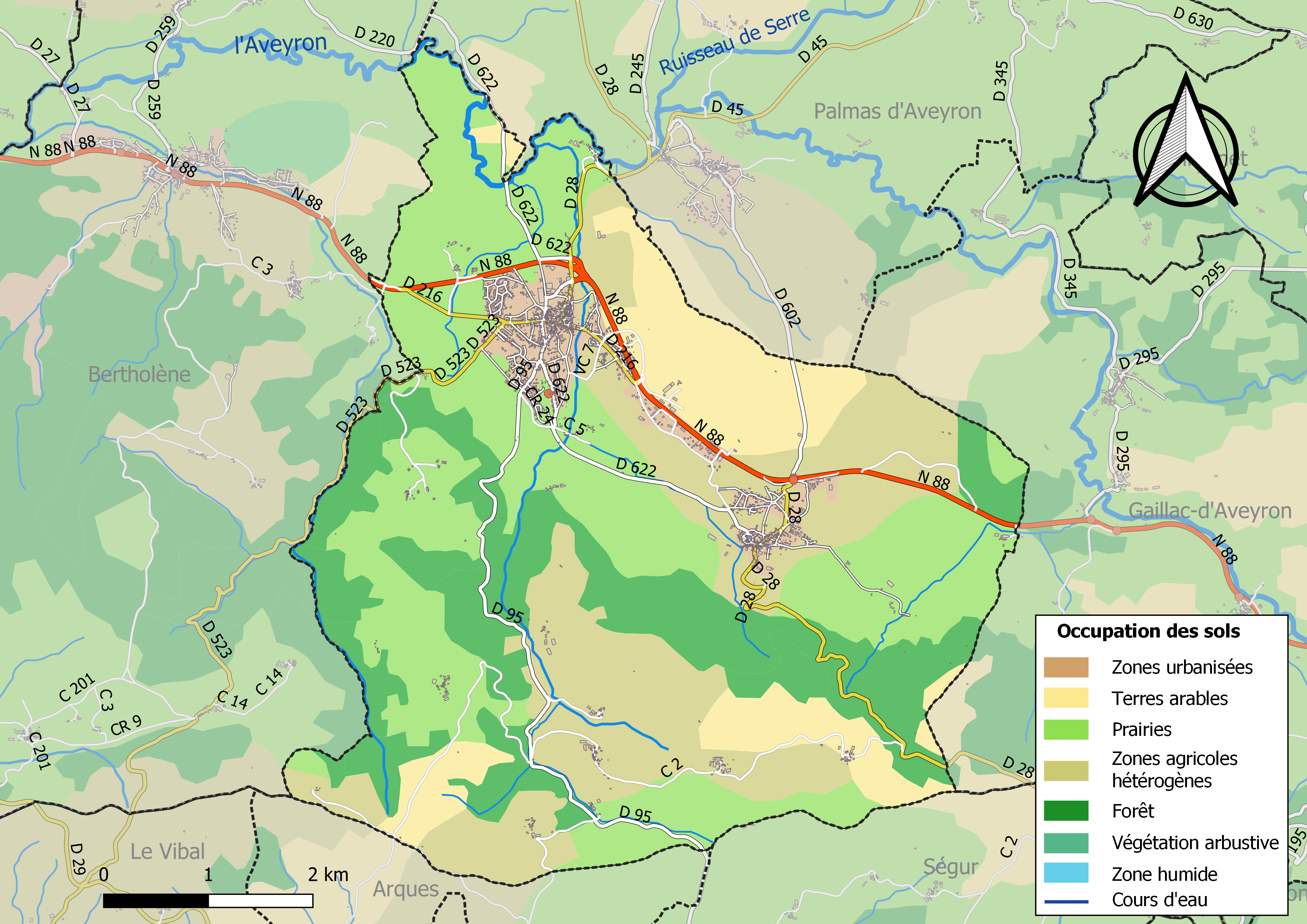
莱萨克-塞韦拉克莱格利斯的OSM定位图

与莱萨克-塞韦拉克莱格利斯接壤的市镇（或旧市镇、城区）包括：阿尔克、贝托莱讷、塞居尔、阿韦龙省加亚克。
莱萨克-塞韦拉克莱格利斯的时区为UTC+01:00、UTC+02:00（夏令时）。

## 行政
莱萨克-塞韦拉克莱格利斯的邮政编码为12310，INSEE市镇编码为12120。

## 政治
莱萨克-塞韦拉克莱格利斯所属的省级选区为洛特-帕朗日县。

## 人口
莱萨克-塞韦拉克莱格利斯于2022年1月1日时的人口数量为2148人。